# El embrujo de Sevilla
El embrujo de Sevilla és una pel·lícula dramàtica franco-germano-espanyola de 1931 dirigida per Benito Perojo. Fou rodada a estudis de França i Alemanya perquè l'equip de so era millor que a Espanya. També es van afegir plans de localització de Sevilla. Els decorats de la pel·lícula van ser dissenyats pel director artístic Fernando Mignoni. Ara es considera una pel·lícula perduda. També es va publicar una versió separada en francès.

## Sinopsi
Paco Quiñones és un artista que s'arruïna i per tal de mantenir la seva germana es fa novillero. A més s'enamora d'una ballarina gitana anomenada Pura, raó per la trenca el seu festeig amb la filla d'un ramader.

## Repartiment
- María Fernanda Ladrón de Guevara - Pastora
- Rafael Rivelles - Paco Quiñones
- María Luz Callejo - Rosarito
- María Dalbaicín - Pura
- José González Marín - El Pitoche
- Rayito - Ell mateix

## Producció
El rodatge a la Maestranza fou força accidentat perquè es van utilitzar dos toros en la corrida de Rayito que van provocar vuit ferits.